# Aéroport de Martinique Aimé-Césaire
Pour les articles homonymes, voir FDF.
L'aéroport de Martinique Aimé-Césaire, code IATA : FDF • code OACI : TFFF est un aéroport international situé sur le territoire de la commune du Lamentin, à 12 km au sud de Fort-de-France, au fond de la baie de Fort-de-France, en Martinique.

## Histoire
L'aéroport de Fort-de-France-Le Lamentin est créé en 1949 et mis en service en 1950. Le 17 décembre 1965, un arrêté ministériel accorde à la chambre de commerce et d'industrie de la Martinique (C.C.I.M.) la concession, l'aménagement et l'exploitation commerciale de l'aéroport pour une durée de 30 ans avec un personnel de 70 agents classés en trois catégories : personnel administratif, personnel ouvrier et personnel de sécurité. La nouvelle aérogare fret en 1993, puis la nouvelle aérogare passagers en 1995, sont inaugurées.
Le 16 août 2005, le McDonnell Douglas MD-82 HK-4374X assurant le vol 708 West Caribbean Airways devant faire la liaison Panama-Martinique s'écrase avec 160 personnes à son bord dont 152 Martiniquais, à la frontière entre le Venezuela et la Colombie dans une région montagneuse appelée Serranía de Perijá.
Le 15 janvier 2007, par arrêté du ministre des transports, de l'équipement, du tourisme et de la mer Dominique Perben, l'aéroport de Fort-de-France-Le Lamentin est dénommé officiellement « Aéroport international Martinique-Aimé-Césaire », en l'honneur du poète et homme politique martiniquais Aimé Césaire (1913-2008). 
Le 27 juin 2012, la SAMAC (Société aéroportuaire Martinique Aimé-Césaire) est créée. La concession par l'État de l’aéroport à la SAMAC est accordée jusqu’en 2049.
En 2024, l'aéroport Aimé-Césaire accueille 1,875 millions de passagers, un trafic en progression de 1,2 % par rapport à 2023. Un chiffre qui représente 93 % du trafic de 2019, l'année de référence.

## Situation
Aéroports de la France d’outre-mer
| Tahiti Bora Bora Cayenne Pointe à Pitre Fort de France Moorea Nouméa · Magenta Nouméa · La Tontouta Wallis La Réunion · St Denis Saint-Pierre · Pierrefonds Mayotte St Martin-Espérance |

## Infrastructures

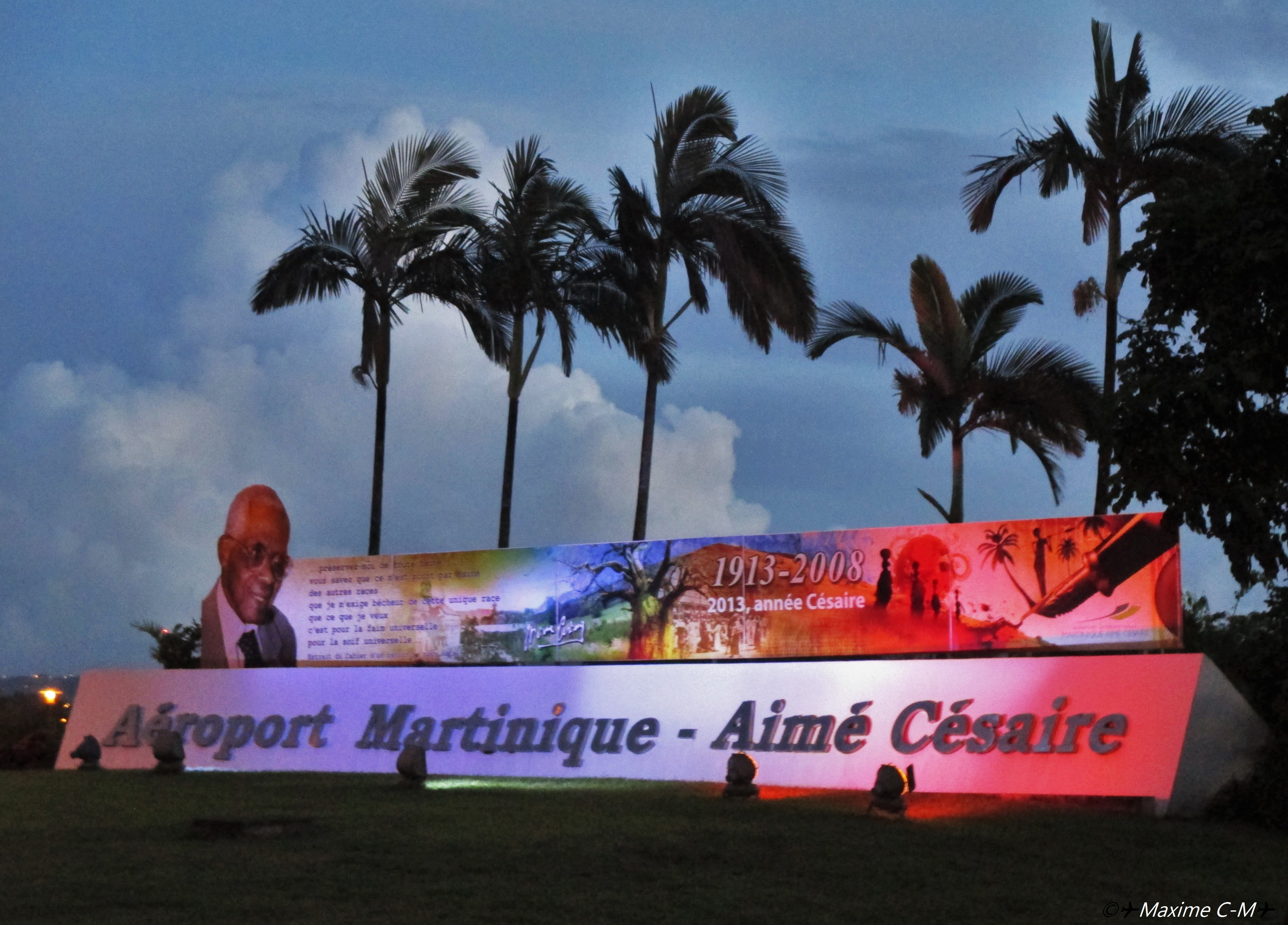
Panneau hommage à Aimé Césaire.

L'aéroport possède une seule piste, longue de 3 300 m et large de 45 m. Son orientation est 10/28 depuis 2011 (auparavant 09/27) et son revêtement est fait en bitume. L'aéroport n'a qu'un terminal, contenant cinq postes avec passerelle et dix hors passerelle. L'aérogare a une surface de 24 000 m2 et a comme aire de stationnement 135 000 m2 (13,5 ha) permettant d'accueillir des gros porteurs comme le Boeing 747, Boeing 777, Airbus A340, Airbus A350 et même l'Airbus A380, dont l'unique visite a eu lieu en janvier 2006. Elle est équipée de systèmes de radionavigation VOR et ILS (atterrissage aux instruments).
L'aéroport a une superficie totale de 337 hectares (3,37 km2), une salle d'embarquement de 2 500 m2, avec une capacité d'accueil de 2,5 millions de passagers par an, l'aérogare peut traiter 1 800 passagers par heure. Un parking de 1 650 places et un ensemble de boutiques, restaurants et locaux d'affaires font aussi partie de la concession aéroportuaire.
Il sert de hub aux compagnies Airawak, Taxi Caraïbes Air, Air Caraïbes, Take Air et Air Antilles Express.

### Projet d'extension et de modernisation
L'extension et la modernisation de l'aérogare passagers est prévue au programme de la SAMAC, le gestionnaire de l'aéroport. Les travaux avaient été interrompus en 2019 due à la défection d'une des entreprises attributaires du marché. En juillet 2020, un nouveau groupement a été désigné afin de reprendre les travaux, qui devraient s'étaler jusqu'au quatrième trimestre 2020.
L'extension prévoit de moderniser l'aérogare afin de pouvoir accueillir l'objectif de 2,5 millions de passagers par an d'ici 2025. Sont notamment prévus une nouvelle salle d'embarquement de 1 000 m2 réservée aux vols régionaux, une extension de la salle d'embarquement des vols internationaux et une réorganisation de la galerie commerciale, l'amélioration des filtres de police et de douane, la création de 2 nouveaux postes de stationnement avions avec passerelles et un nouvel espace de tri bagages.

## Trafic et statistiques
L'aéroport est le douzième aéroport de France avec un total de 1 864 582 passagers en 2016. Dans la France d'outre-mer, il se situe en troisième position derrière l'aéroport Guadeloupe - Pôle Caraïbes et de La Réunion-Roland-Garros qui comptabilisent 2 253 284 et 2 107 510 passagers en 2016, et devant l'aéroport de Cayenne-Félix-Éboué et de Mayotte-Dzaoudzi qui comptabilisent 513 746 et 347 644 passagers en 2016.
Le graphique qui aurait dû être présenté ici ne peut pas être affiché car il utilise l'ancienne extension Graph, désactivée pour des questions de sécurité. Des indications pour créer un nouveau graphique avec la nouvelle extension Chart sont disponibles ici.

Voir la requête brute et les sources sur Wikidata.
Sources : 
- [7]

| Année | Passagers | Dont low-cost | Fret (t) | Poste (t) | Mouvements |
| ----- | --------- | ------------- | -------- | --------- | ---------- |
| 2024  | 1 875 066 | -             | 9 747    | 1 854     | 13 517     |
| 2023  | 1 859 392 | -             | 8 583    | 1 663     | 14 571     |
| 2022  | 1 752 955 | -             | 11 040   | 1 686     | 15 564     |
| 2021  | 997 437   | -             | 10 227   | 2 214     | 10 795     |
| 2020  | 1 021 275 | 41 311        | 8 951    | 2 041     | 10 469     |
| 2019  | 2 050 030 | 154 774       | 10 433   | 2 750     | 39 328     |
| 2018  | 1 978 356 | 80 479        | 9 970    | 2 767     | 39 436     |
| 2017  | 1 932 175 | 46 226        | 9 891    | 2 759     | 39 705     |
| 2016  | 1 863 492 | 40 435        | 9 959    | 2 960     | 24 222     |
| 2015  | 1 696 583 | 7 022         | 10 266   | 2 907     | 24 632     |
| 2014  | 1 684 879 | 50 981        | 9 913    | 2 802     | 23 101     |
| 2013  | 1 685 108 | 77 395        | 9 430    | 2 716     | 29 040     |
| 2012  | 1 639 749 | -             | 9 491    | 2 861     | 26 320     |
| 2011  | 1 727 918 | -             | 10 603   | 2 753     | 26 938     |
| 2010  | 1 671 485 | -             | 11 010   | 2 697     | 22 899     |

## Compagnies aériennes et destinations
L'aéroport dessert les Caraïbes, l'Amérique du Nord, et l'Europe et sert de « hub », plate-forme de correspondance aux compagnies Air Caraïbes, Air Antilles, Airawak.
| Compagnies             | Destinations |
| ---------------------- | --- |
| Air Antilles           | Bridgetown-Grantley-Adams, Dominique - Douglas-Charles , Guadeloupe - Maryse Condé, Saint-Domingue Las Américas, Sainte-Lucie - George. F. L. Charles |
| Air Canada             | Montréal (P.-E.-Trudeau) En saison: Toronto (Pearson)                                                                                                 |
| Air Caraïbes           | Guadeloupe - Maryse Condé, Saint-Martin Grand-Case, Paris-Orly                                                                                        |
| Air France             | Cayenne-F. Éboué, Guadeloupe - Maryse Condé, Paris-Charles de Gaulle, Paris-Orly (Fin le 28 mars 2026)                                                |
| Air Transat            | En saison : Montréal (P.-E.-Trudeau) |
| American Airlines      | Miami |
| Caribbean Airlines     | Bridgetown-Grantley-Adams, Port-d'Espagne - Piarco |
| Condor                 | En saison charter: Düsseldorf, Francfort |
| Corsair International  | Paris-Orly En saison: Nantes-Atlantique |
| Discover Airlines      | En saison charter: Francfort |
| Gol Transportes Aéreos | En saison charter : São Paulo/Guarulhos |
| ITA Airways            | En saison charter: Rome Léonard-de-Vinci/Fiumicino |
| Sky High               | La Havane-José Martí, Saint-Domingue Las Américas |
| Sunrise Airways        | Port-au-Prince T. Louverture |
| Winair                 | Bridgetown-Grantley-Adams, Dominique - Douglas-Charles, Saint-Martin - Princesse-Juliana                                                              |

Édité le 7 octobre 2020 Actualisé le 24 novembre 2022

## Accès

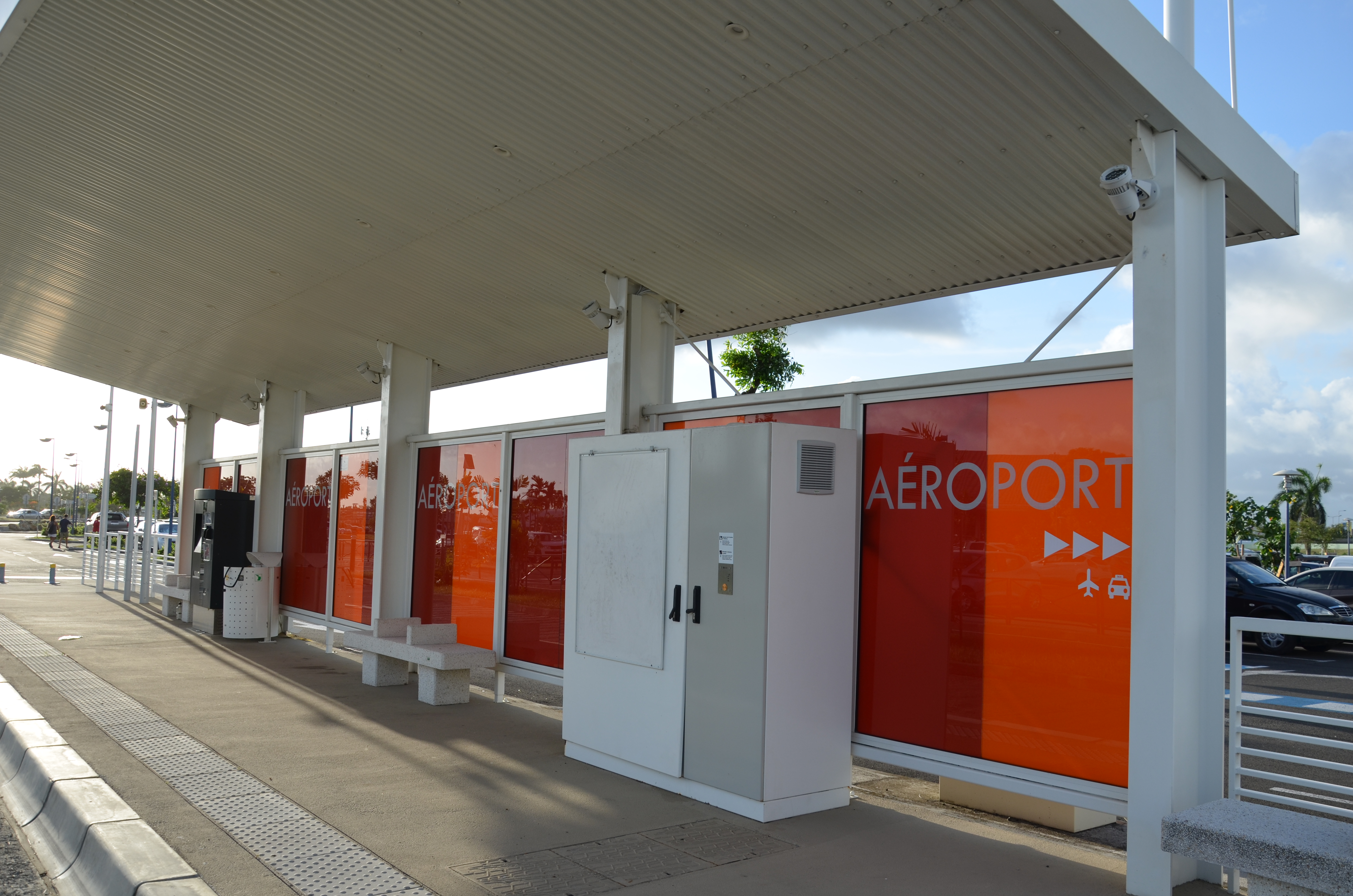
L'arrêt Aéroport du TCSP.

L'aéroport est connecté à Fort-de-France via l'autoroute A1. Il est également accessible du sud de l'île via la RN 5.
Depuis 2018, il est relié au centre-ville de Fort-de-France par la ligne A du Transport collectif en site propre de Martinique.